# Samuel R. Quiñones
Samuel Ramón Quiñones (San Juan, 9 de agosto de 1904 - San Juan, 11 de marzo de 1976) fue un abogado puertorriqueño, presidente del Senado de Puerto Rico entre 1949 y 1968.

## Biografía
Nació en 1904, en San Juan (Puerto Rico), y se graduó en derecho en la Universidad de Puerto Rico en 1927. Durante los años 40 fue presidente de la Cámara de Representantes de Puerto Rico. Durante su mandato como Presidente del Senado mando diseñar el edificio anexo de oficinas del Senado, siendo inaugurado en 1955.
Entre 1951 y 1952 se desempeñó como uno de los principales arquitectos y entre los miembros más prominentes de la Convención Constituyente de Puerto Rico que redactó la Constitución del Estado Libre Asociado de Puerto Rico.
En adición, fue ensayista, Presidente del Colegio de Abogados de Puerto Rico, y Presidente del Ateneo Puertorriqueño.